# THAP8
THAP8 (англ. THAP domain containing 8) – білок, який кодується однойменним геном, розташованим у людей на довгому плечі 19-ї хромосоми. Довжина поліпептидного ланцюга білка становить 274 амінокислот, а молекулярна маса — 30 082.
| 10         |  | 20         |  | 30         |  | 40         |  | 50         |
| ---------- |  | ---------- |  | ---------- |  | ---------- |  | ---------- |
| MPKYCRAPNC |  | SNTAGRLGAD |  | NRPVSFYKFP |  | LKDGPRLQAW |  | LQHMGCEHWV |
| PSCHQHLCSE |  | HFTPSCFQWR |  | WGVRYLRPDA |  | VPSIFSRGPP |  | AKSQRRTRST |
| QKPVSPPPPL |  | QKNTPLPQSP |  | AIPVSGPVRL |  | VVLGPTSGSP |  | KTVATMLLTP |
| LAPAPTPERS |  | QPEVPAQQAQ |  | TGLGPVLGAL |  | QRRVRRLQRC |  | QERHQAQLQA |
| LERLAQQLHG |  | ESLLARARRG |  | LQRLTTAQTL |  | GPEESQTFTI |  | ICGGPDIAMV |
| LAQDPAPATV |  | DAKPELLDTR |  | IPSA       |  |            |  |            |

A: Аланін

C: Цистеїн

D: Аспарагінова кислота

E: Глутамінова кислота

F: Фенілаланін

G: Гліцин

H: Гістидин

I: Ізолейцин

K: Лізин

L: Лейцин

M: Метіонін

N: Аспарагін

P: Пролін

Q: Глутамін

R: Аргінін

S: Серин

T: Треонін

V: Валін

W: Триптофан

Білок має сайт для зв'язування з іонами металів, іоном цинку, ДНК. 